# 2D Boy
2D Boy es una compañía desarrolladora de videojuegos independiente, fundada por Kyle Gabler y Ron Carmel, antiguos empleados de Electronic Arts, que abandonaron sus trabajos para formar una compañía de desarrollo y producción independiente.
Ellos mantiene que "su flamante oficina, es cualquier cafetería con un acceso libre vía wi-fi, por la que vagan un día cualquiera."
Su primer lanzamiento fue World of Goo, un juego de puzles basados en una física muy realista, construido en torno a la idea de construir grandes estructuras usando bolas de goo.  Este juego ganó el premio al más innovador en el Independent Games Festival de 2008 así como en el 2008 el premio a la Excelencia Técnica, y fue nominado para el gran premio en el festival Seumas McNally.
En 2023, durante los The Game Awards, se anunció la secuela de World of Goo, World of Goo 2, que fue publicada el 2 de julio de 2024 en colaboración con la empresa Tomorrow Corporation.